# Chittoor (mandal)
Chittoor là một trong 66 mandal thuộc huyện Chittoor, bang Andhra Pradesh, Ấn Độ. Thủ phủ đặt tại Chittoor, bao quanh là các mandal Yadamari, Gudipala, Thavanampalle, Puthalapattu, Penumuru, Gangadhara Nellore.